# Новораспаханная
Новораспаханная — деревня в Вилегодском муниципальном округе Архангельской области.

## География
Находится в юго-восточной части Архангельской области, при автодороге А123, прилегая с запада к селу Вилегодск.

## История
В 1859 году здесь (деревня Сольвычегодского уезда Вологодской губернии) было учтено 2 двора. До 2020 года входила в состав Вилегодского сельского поселения до его упразднения.

## Население
Численность населения: 18 человек (1859), 159 (русские 99 %) в 2002 году, 128 в 2010.